# Rue des Abeilles (Liège)
Pour les articles homonymes, voir Rue des Abeilles.
La rue des Abeilles est une rue de Liège en Belgique.

## Situation et accès
Cette artère qui se situe dans la partie sud du quartier du Laveu va du carrefour de la rue Henri Koch et de la rue du Terris à la rue des Acacias. Elle est longue d'environ 125 m, la rue compte une dizaine habitations sur un seul côté.

## Historique
Elle a été créée le 26 mai 1914 afin de prolonger la rue du Terris et de permettre à la ville de s'approprier une section de Cointe.